# F(x)
F(x) (en hangul, 에프 엑스; romanización revisada, Epeu Ekseu; estilizado como f(x)) es un grupo femenino surcoreano formado por SM Entertainment. Está conformado por cuatro miembros: Victoria, Amber, Luna y Krystal. Inicialmente eran un quinteto que incluía a Sulli, la cual anunció su salida en octubre de 2015. El grupo hizo su debut el 5 de septiembre de 2009 con el lanzamiento de su sencillo digital «LA chA TA». F(x) publicó su primer miniálbum titulado Nu ABO en 2010. En 2011 lanzaron su primer álbum de estudio Pinocchio. El sencillo principal del álbum, «Pinocchio (Danger)», tuvo su primera victoria en un programa musical y fue su primera canción en obtener triple corona.
Ellas publicaron su segundo miniálbum Electric Shock el 10 de junio de 2012. Electric Shock alcanzó el número uno en iTunes Electronic Albums Chart de Estados Unidos y Canadá poco después de su lanzamiento. El sencillo de su EP ganó popularidad y aclamación significativa por sus logros en gráficos digitales. Su segundo álbum de estudio, Pink Tape, se publicó el 29 de julio de 2013. En julio de 2014, el grupo lanzó su tercer álbum de estudio, Red Light, siendo un éxito comercial y crítico. En junio de 2015, se anunció que Sulli abandonaría el grupo para dedicarse a la actuación.
En 2016, el grupo entró en hiatus debido a la finalización de los contratos de las integrantes, aunque hay que aclarar que el grupo no está oficialmente disuelto.

## Historia

### Predebut
Krystal fue vista por primera vez por S.M. Entertainment en 2000 en una visita familiar a Corea, junto con su hermana Jessica (ahora exmiembro de Girls' Generation). Posteriormente apareció en un pequeño papel en el vídeo musical de Shinhwa para la canción «Wedding March» (en hangul, 너의곁에서 2).
Sulli debutó como actriz infantil en el año 2005 cuando fue seleccionada para interpretar a la joven [princesa Seonhwa de Silla en el drama de televisión de SBS, Ballad of Seodong.
En 2006, la agencia contrató a Luna después de ver su actuación en el programa televisivo Truth Game.
Victoria fue vista por uno de los agentes de S.M. Entertainment en una competencia de baile de Beijing en septiembre de 2007, y más tarde se unió a la compañía.
Dos meses más tarde, Amber hizo su audición a través de S.M. Global Auditions en Los Ángeles, California, donde firmó un contrato para convertirse en aprendiz.

### 2009-2010: Debut yNu ABO
S.M. publicó un teaser del grupo a través de YouTube el 24 de agosto de 2009, introduciéndolas como «Asia’s Pop Dance Group». Durante cinco días, SM individualmente difundió información a través de portales de noticias y publicó fotografías de cada miembro en el sitio oficial de SM Town, comenzando con Sulli el 26 de agosto. Krystal fue revelada el 27 de agosto, Amber el 28 de agosto, Luna el 29 de agosto, y Victoria el 30 de agosto. Su primer sencillo «LA chA TA» fue lanzado el 1 de septiembre, con un escaparate celebrado al día siguiente en el Centro de Moda Samseong en Gangnam. El debut del grupo fue el 5 de septiembre en Show! Music Core de MBC.

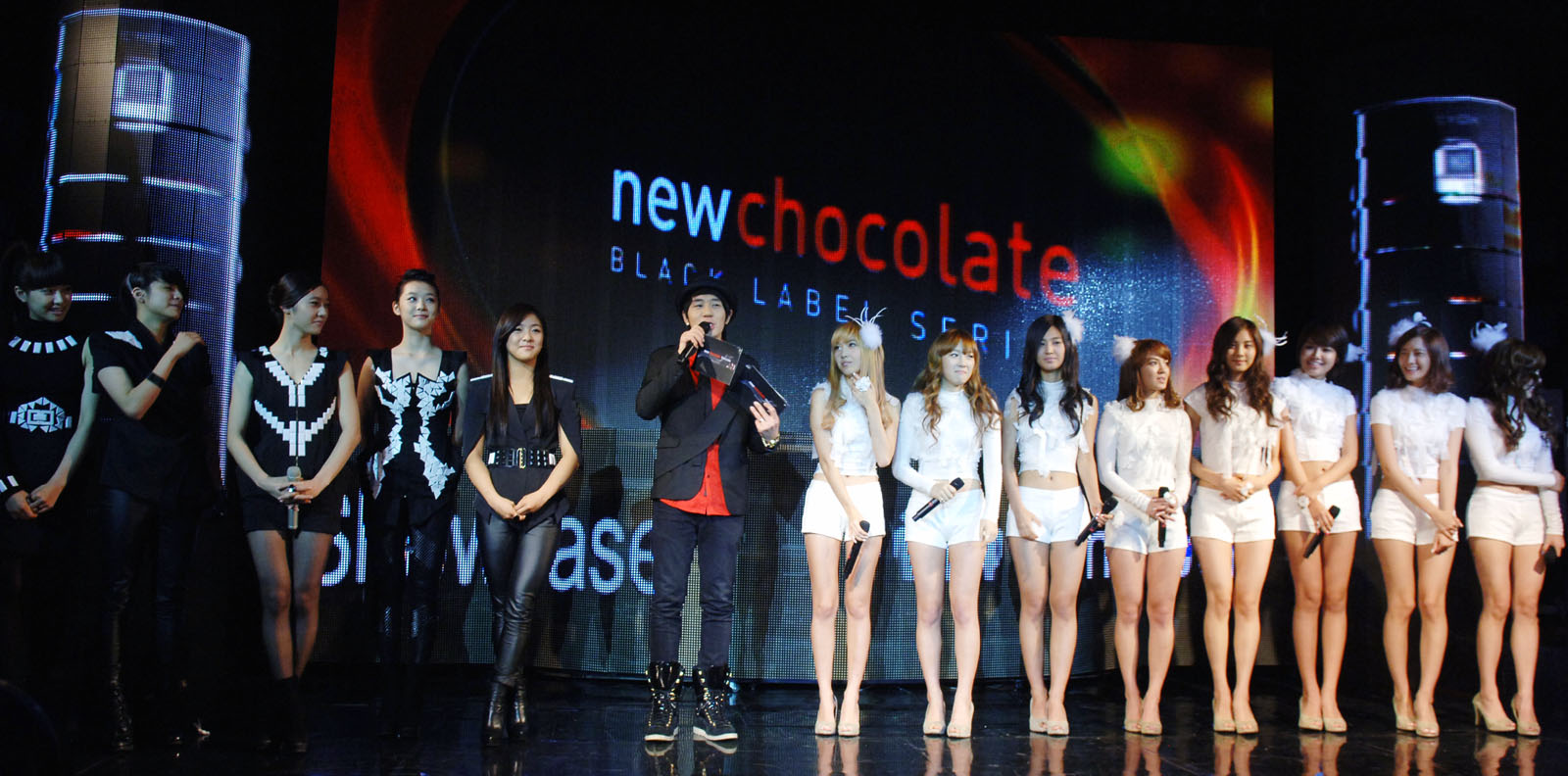
f(x) y Girls' Generation es un escaparate promocionado LG Chocolat el 15 de octubre de 2009.

Poco después de su debut, f(x) apareció en promociones del teléfono celular LG Chocolat junto a Girls' Generation. Ambos grupos lanzaron versiones de la canción «Chocolate Love»; siendo la de f(x) una versión electropop lanzada el 8 de octubre. Un mes más tarde, el grupo apareció como invitado especial en el concierto Into The New World de Girls' Generation en el Estadio Olímpico de Esgrima en Seúl.
A comienzos de 2010, f(x) colaboró con la boy band china M.I.C. para promover el teléfono celular LG Cyon, lanzando una portada china de «Lollipop». En abril aparecieron en su programa de telerrealidad, Hello f(x). El 4 de mayo, el grupo lanzó su primer miniálbum, Nu ABO. El sencillo principal «Nu ABO» fue un éxito comercial en Corea y se convirtió en uno número uno en el Gaon Chart. En junio, Amber estuvo inactiva debido a una lesión de tobillo, mientras que las miembros restantes continuaron las actividades de grupo sin ella durante el resto del año. Ellos promovieron el sencillo «Mr Boogie» como un segundo sencillo de su EP y participaron en el SMTown Liv '10 World Tour, además de filmar su segundo programa, f(x)'s Koala. Hacia finales de 2010 se anunció que los álbumes de f(x) serían distribuidos bajo el sello japonés Avex Entertainment en Japón, Taiwán, China y Hong Kong. Amber regresó al grupo a principios de 2011.

### 2011-2012:Pinocchio,Hot Summer, yElectric Shock

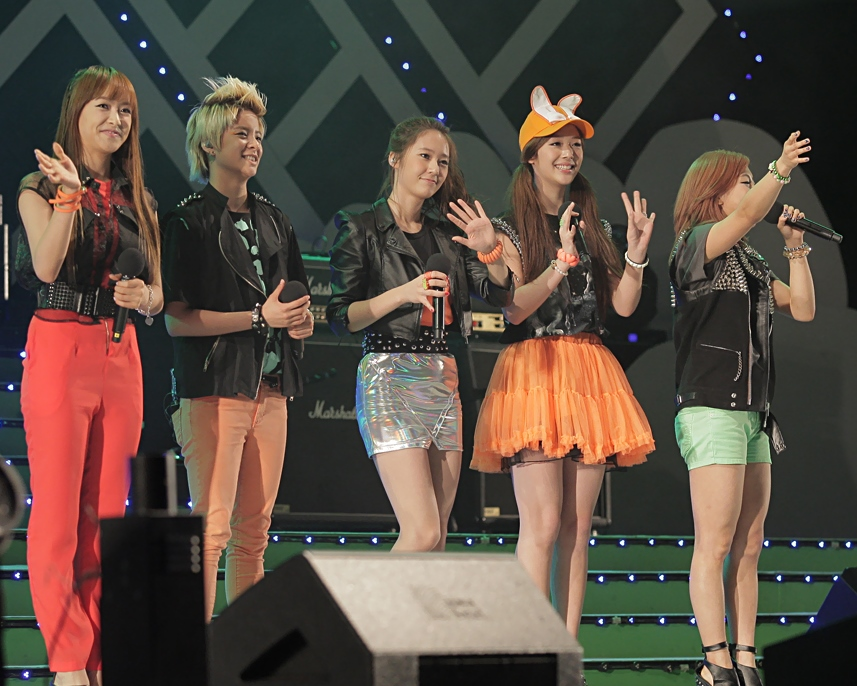
f(x) en Music Show en Seoul Plaza el 4 de julio de 2011.

F(x) lanzó su primer álbum de estudio Pinocchio en abril de 2011, con el sencillo principal «Pinocchio (Danger)». El sencillo alcanzó el número uno en el único gráfico digital de Gaon, y el grupo siguió con ocho victorias en programas musicales.
El 14 de junio, Pinocchio fue reeditado bajo el título de Hot Summer. El álbum reeditado contenía la canción titulada «Hot Summer» (una adaptación de una canción de Monrose producida por Thomas Troelsen y Remee), así como tres sencillos digitales previamente lanzados: «LA chA TA», «Chu~♡» y «Is It OK?». «Hot Summer» alcanzó el puesto número dos en el gráfico digital de Gaon y fue descargado más de 375 000 veces en la semana de su lanzamiento. La canción se convirtió en uno de los sencillos más exitosos de 2011 en Corea del Sur, vendiendo 2 909 384 copias al final del año. En agosto, el grupo lanzó una canción llamada «Garagabana» para el juego Bust-a-Move y en diciembre lanzaron una canción en inglés, titulada «1, 2, 3», como parte del álbum Winter SMTown 2011 - The Warmest Gift.
El grupo lanzó su segundo miniálbum Electric Shock el 10 de junio de 2012. Fue aclamado por la crítica y lograron nueve victorias en los programas musicales con la canción «Electric Shock». En noviembre, el grupo ganó el premio «Mejor Interpretación de Baile - Grupo Femenino» por «Electric Shock» en los 2012 Mnet Asian Music Awards en Hong Kong. En enero de 2013, dos canciones del EP, «Electric Shock» y «Jet», fueron nominadas a «Mejor Baile y Canción Electrónica» en 10th Annual Korean Music Awards con «Electric Shock» ganando el premio.

### 2013-2014:Pink Tape, reconocimiento crítico, yRed Light
En 2013, f(x) recibió el premio Digital Bonsang en los premios Golden Disk Awards y Seoul Music Awards, así como en el MBC Music Star Award en los Melon Music Awards. En marzo se convirtieron en los primeros artistas de K-pop en presentarse en SXSW en Austin, Texas. Durante su visita a los EE. UU., el grupo colaboró con la actriz Anna Kendrick para una comedia para Funny Or Die.
El 29 de julio, el grupo lanzó su segundo álbum de estudio Pink Tape con el sencillo principal «Rum Pum Pum Pum», y celebró un escaparate titulado «f(x) Music Spoiler - Play! Pink Tape» a través de Naver Music. El álbum fue un éxito tanto en Corea como en los Estados Unidos, alcanzando el número uno en Billboard Hot Pop 100 y World Albums Charts y en Gaon Albums Chart. Fue el único álbum coreano que apareció en los «41 Best Albums of 2013» de Fuse. Una pista del álbum, «Airplane», también fue clasificada en tercer lugar en las «20 Mejores Canciones de K-pop de 2013» de Billboard.
En el 2014, el grupo ganó el premio «Artist Group» en 20th Korean Entertainment Arts Awards, el «Bosang Disk» en el 28.º Golden Disk Awards y «Best Overseas Artist Performance» en el Yin Yue Feng Yun Bang Awards en China.
El 7 de julio, lanzaron su tercer álbum de estudio, Red Light, con el sencillo principal del mismo nombre. El vídeo musical ganó 2 millones de visitas en YouTube en un día y fue nuevamente bien recibido en el extranjero.
Poco después de que el álbum fue lanzado, se anunció que Sulli era incapaz de trabajar con el grupo por razones de salud, y que ella estaría tomando un hiato temporal.

### 2015-2016: Salida de Sulli,4 Walls, primera gira de conciertos e hiatus
El 22 de julio de 2015, f(x) lanzó un sencillo físico japonés, Summer Special Pinocchio/Hot Summer, que debutó en el número veintitrés en el gráfico semanal de Oricon.
En agosto, se anunció que Sulli había dejado oficialmente el grupo para centrarse en su carrera de actuación. Las miembros restantes continuaron como grupo, lanzando su cuarto álbum de estudio, 4 Walls, en octubre. El álbum vendió 66 000 copias en su primera semana de lanzamiento y fue bien recibido por los críticos. Para promover el lanzamiento del álbum, el grupo protagonizó un programa de realidad web titulado f(x)=1cm. En diciembre, lanzaron el sencillo «12:25 (Wish List)» como parte del proyecto de Navidad de S.M Entertainment, Winter Garden (Winter Garden). En el final del año 2015, f(x) realizó una presentación con Pet Shop Boys en Mnet Asian Music Awards y ganó el premio «Global Fans Choice».
En enero de 2016, el grupo ganó el Bonsang Disk en el 2016 Golden Disk Awards y comenzó su primera gira de conciertos, Dimension 4 - Docking Station, en Seúl.
El 22 de julio de 2016, f(x) lanzó una canción titulada «All Mine» para SM Station, acompañada por un vídeo musical.
El 12 de septiembre de 2016, se anunció que f(x) lanzaría un nuevo sencillo japonés, 4 Walls/Cowboy, el 2 de noviembre.
El 16 de octubre de 2016, el vídeo musical del grupo «Electric Shock» sobrepasó los 100 millones de reproducciones en YouTube, convirtiendo a f(x) en el sexto grupo de K-pop en obtener los 100 millones de visitas.
A finales de ese año, el grupo entró en hiatus debido a la finalización de los contratos de las integrantes, aunque se puede aclarar que el grupo no está oficialmente disuelto.

## Integrantes
| Miembro      | Miembro  | Nombre de nacimiento | Nombre de nacimiento | Nombre de nacimiento | Fecha de nacimiento                | Lugar de nacimiento                       | Posición                                |
| Romanización | Hangul   | Romanización         | Hangul               | Hanja                | Fecha de nacimiento                | Lugar de nacimiento                       | Posición                                |
| ------------ | -------- | -------------------- | -------------------- | -------------------- | ---------------------------------- | ----------------------------------------- | --------------------------------------- |
| Victoria     | 빅토리아 | Sòng Qiàn            | 빅토리아 송          | 宋茜                 | 2 de febrero de 1987 (38 años)     | Qingdao, Provincia de Shandong, China     | Líder, bailarina principal y vocalista  |
| Amber        | 엠버     | Amber Josephine Liu  | 앰버 조세핀 류       | 刘逸云               | 18 de septiembre de 1992 (32 años) | Los Ángeles, California, Estados Unidos   | Rapera principal, vocalista y bailarina |
| Luna         | 루나     | Park Sun-young       | 박선영               | 朴善英               | 12 de agosto de 1993 (31 años)     | Seúl, Corea del Sur                       | Vocalista principal y bailarina         |
| Krystal      | 크리스탈 | Chrystal Soo Jung    | 정수정               | 鄭秀晶               | 24 de octubre de 1994 (30 años)    | San Francisco, California, Estados Unidos | Maknae, visual, vocalista y bailarina   |

Cronología

## Discografía
| Álbum de estudio - 2011: Pinocchio - 2013: Pink Tape - 2014: Red Light - 2015: 4 Walls Álbum reeditado - 2011: Hot Summer Miniálbum / EP - 2010: Nu ABO - 2012: Electric Shock | Sencillos en CD - 2015: Summer Special: Pinocchio / Hot Summer - 2016: 4 Walls / Cowboy |

## Filmografía

### Películas
| Año  | Título                                                      | Notas                                                                 | Papel        |
| ---- | ----------------------------------------------------------- | --------------------------------------------------------------------- | ------------ |
| 2012 | I AM.                                                       | Documental de SM Town Live '10 World Tour en el Madison Square Garden | Ellas mismas |
| 2012 | SM Town Live in Tokyo Special Edition in 3D                 | Documental de SM Town Live World Tour III en Tokio                    | Ellas mismas |
| 2015 | SMTOWN The Stage                                            | Documental de SM Town Live World Tour 4 en Tokio                      | Ellas mismas |
| 2016 | f(x) the 1st concert Dimension 4 - Docking Station in Japan | Documental de Dimensión 4 – Docking Station en Japón                  | Ellas mismas |

### Televisión
| Año       | Canal        | Título             | Miembro(s)                     | Notas                                                                             |
| --------- | ------------ | ------------------ | ------------------------------ | --------------------------------------------------------------------------------- |
| 2010      | Y-star       | Hello f(x)         | Todas                          | 4 episodios. El programa empieza con f(x) viajando a África, a Tailandia y Japón. |
| 2010      | MBC          | Radio Star         | Todas                          | 16 de junio de 2010                                                               |
| 2010–2011 | MBC Every 1  | f(x) Koala         | Victoria, Luna, Sulli, Krystal | 15 episodios                                                                      |
| 2012      | MBC Every 1  | Weekly Idol        | Victoria, Amber, Luna, Krystal | Episodio 51                                                                       |
| 2013      | Mnet America | Go! f(x)           | Todas                          |                                                                                   |
| 2013      | MBC Music    | Amazing f(x)       | Todas                          | 8 episodios                                                                       |
| 2013      | KBS World    | Hello Counselor    | Todas                          | Especial de verano                                                                |
| 2013      | HBS          | Happy Camp         | Todas                          | 16 de marzo de 2013                                                               |
| 2014      | KBS          | A Song For You 3   | Victoria, Amber, Luna          | Episodio 3                                                                        |
| 2014      | Jiangsu TV   | The Ultimate Group | Victoria, Amber, Luna, Krystal |                                                                                   |
| 2015      | NaverTV      | f(x)=1 cm          | Todas                          | 8 depisodios                                                                      |